# Papi Ricky
Papi Ricky es una telenovela chilena, de género comedia romántica, producida por Verónica Saquel y transmitida por Canal 13 durante el primer semestre de 2007. 
Es protagonizada por Jorge Zabaleta, Tamara Acosta, María Elena Swett, y el debut de Belén Soto. Acompañados por Juan Falcón, Katty Kowaleczko, Pablo Cerda, Luis Gnecco, Ximena Rivas, Silvia Santelices, Leonardo Perucci, Carmen Barros, entre otros. Con la participación especial de María Izquierdo.
La trama de la telenovela tiene como tema principal el rol de los padres en la sociedad actual, en conjunto con otros temas como el matrimonio, el bienestar de los hijos, el embarazo adolescente, el divorcio y el sida. 
Fue retransmitida por Canal 13 en tres ocasiones: la primera desde el 29 de noviembre de 2010 hasta el 4 de abril de 2011, la segunda desde el 2 de marzo de 2020 hasta fines del mismo mes (siendo sacada de pantalla debido a la contingencia de la pandemia del COVID-19 en Chile) y la tercera desde el 22 de enero de 2024 hasta el 10 de mayo de 2024.

## Argumento
Ricardo (Jorge Zabaleta) es un hombre joven, soltero, y padre madre de Alicia (Belén Soto), una pequeña de 10 años. Él crio a su hija desde pequeña ya que esta nunca conoció a su madre. Ambos han tenido una vida bastante aventurera, ya que han vivido en varios países y tienen una relación de mucho cariño y afecto. En un momento dado, Ricardo decide regresar a Chile debido a una oferta laboral.
En el país conoce a Colomba (Tamara Acosta) una profesora de la cual se enamora e inicia una relación. Sin embargo a Alicia no le gusta esta futura nueva madrastra y decide buscar a la mujer ideal para su padre y una mamá perfecta para ella. A poco andar conoce a Catalina (María Elena Swett) una mujer inestable emocionalmente y que nunca ha tomado las riendas de su vida de manera responsable. Lo que Alicia ignora, es que esta mujer es en realidad su verdadera madre. Porque hace 8 años Catalina la abandonó al cuidado de su padre. Además para Ricardo, Catalina representa uno de los periodos más oscuros de su vida, pero cada vez que Ricardo la ve no responde de sus actos, pues este le recuerda su importante relación con Catalina.
En paralelo habrá historias de padres en distinta situación como viudos, separados y solteros, todos que viven un lujoso condominio a cargo de la aristocrática Matilde (Silvia Santelices) quien además es abuela de Catalina y oculta un pasado turbulento que únicamente conoce Segundo (Jorge Yáñez), su mano derecha.
Dentro de las historias de paternidad esta la de Genaro (Leonardo Perucci) dueño de una empresa de taxis que queda viudo y tiene que hacerse cargo de sus dos hijas aprendiendo todos los quehaceres hogareños y además su vida cambiara cuando comience una relación con Lola (María Paz Grandjean), la empleada, una mujer varios años menor que él, que no lo quiere como él quisiera sino que ama a Adonis (Remigio Remedy), que será acosado por Olga Mia (Teresita Reyes), viuda y de la misma edad que Genaro, su cuñado.
También esta la historia de Antonio (Juan Falcón) un ginecólogo que se divorcia de Ursula (Katty Kowaleczko) una enfermera la cual en un tiempo establece una relación amorosa con el pediatra Greco (Pablo Cerda), que es mucho más joven y de a poco se gana el cariño de los hijos de Ursula y desplaza a Antonio lo que generará un conflicto entre ambos hombres. Greco al tiempo comenzará sentir cosas por Catalina.
También está Leonardo (Luis Gnecco) un hombre de situación acomodada que queda cesante y se lo oculta a su familia, ahora Trinidad (Ximena Rivas), su esposa, será el único sustento económico de la familia, además que deberá enfrentar el precoz embarazo de su hija Macarena (Arantxa Uribarri). Esta joven es pareja del "canchero" Gabo (Héctor Morales) un escolar que tendrá que hacerse cargo de su responsabilidad, que además tiene un romance con Pascuala (María José Illanes). Gabo comenzará a perder a sus 2 amores por Valentín (Mario Horton), quien las conquistara al igual que a Amparo (Lorena Capetillo), una madre soltera que esconde la identidad del padre de su hijo.
También está Tomás (César Caillet) que está pronto para ser padre, pero su pareja, Maria Paz Spencer (Antonia Santa María), no quiere tener sexo con él por su embarazo, lo que motivará a que él busque otra mujer, quien es precisamente su jefa Andrea (Francisca Gavilán), que también quedara embarazada de él y padece un cáncer al útero.
En el transcurso de la historia aparecerá Blanca (María Izquierdo), madre de Catalina, la cual la abandonó de pequeña dejándola, según ella, libre y preparada para valerse por sí sola, lo que Catalina no sabe, es que Blanca sufre de VIH, siendo esa la razón por la cual su madre la dejó sola, preparándola para su muerte y su ausencia. Blanca tendrá que remediar los errores del pasado ayudando a su hija Catalina a ganarse el cariño de Alicia (su nieta) y luchar para que se vuelva una buena madre para ella.

## Producción
Sobre la base de la idea principal de Verónica Saquel, la historia en un comienzo contó con el guion de Arnaldo Madrid, pero la historia quedó posteriormente a cargo de Sebastián Arrau.

## Recepción
Papi Ricky tuvo una recepción de audiencia estable con 20 puntos de índice de audiencia, subiendo la alicaída área dramática de Canal 13 luego de los fracasos de Descarado y Charly Tango en 2006. Sin embargo, la telenovela de Televisión Nacional de Chile, Corazón de María, protagonizada por Francisca Lewin, Néstor Cantillana y Ricardo Fernández, obtuvo una recepción similar en cuanta audiencia. Finalmente es Papi Ricky la teleserie más recordada de este año, lo que logra un reconocimiento más amplio que su competencia directa.

## Reparto
- Jorge Zabaleta como Ricardo "Ricky" Montes.[5]
- Belén Soto como Alicia Montes Rivera.[6]
- Tamara Acosta como Colomba Chaparro.
- María Elena Swett como Catalina Rivera Esquivel.
- Juan Falcón como Antonio Noriega.
- Katty Kowaleczko como Úrsula Flores.
- Pablo Cerda como Greco Ovalle.
- Luis Gnecco como Leonardo Garay.
- Ximena Rivas como Trinidad San Martín.
- Silvia Santelices como Matilde Olazábal.
- Leonardo Perucci como Genaro Chaparro.
- Carmen Barros como Julia Merino.
- Jorge Yáñez como Segundo Marcos.
- Teresita Reyes como Olga Cuevas.
- Alejandro Trejo como Máximo Tapia.
- Carmen Disa Gutiérrez como Filomena Mena.
- Remigio Remedy como Adonis López.
- María Paz Grandjean como Dolores Meléndez.
- Héctor Morales como Gabriel del Río.
- Lorena Capetillo como Amparo Marcos.
- Antonia Santa María como María Paz Spencer.
- César Caillet como Tomás Vidal.
- Francisca Gavilán como Andrea Kuntz.
- Grimanesa Jiménez como Fresia Huaiquimán.
- Mario Horton como Valentín Carrasco.
- María José Illanes como Pascuala Chaparro.
- Arantxa Bodenhöfer como Macarena Garay.
- Gonzalo Schneider como Javier Noriega.
- Josefina Dumay como Minina Noriega.
- Colomba Dumay como Manana Noriega.
- José Tomás Guzmán como Luis "Luchín" Marcos.
- Manuel Aguirre como Ignacio Garay.

### Actores invitados
- María Izquierdo como Blanca de la Luz Esquivel.[7]
- Julio Milostich como Renato Del Río.
- Magdalena Max-Neef como Gretel.
- Gabriela Medina como Manuela.
- Víctor Rojas como  Ulises.
- Juan Pablo Miranda como Vladimir.
- Sebastián Layseca como Vasco.

## Audiencia
| Horario               | # Eps. | Estreno             | Estreno         | Final                | Final           | Posición | Temporada | Alto |
| Horario               | # Eps. | Data                | Primer capítulo | Data                 | Último capítulo | Posición | Temporada | Alto |
| --------------------- | ------ | ------------------- | --------------- | -------------------- | --------------- | -------- | --------- | ---- |
| Lunes - Viernes 20:00 | 135    | 12 de marzo de 2007 | 25,2            | 1 de octubre de 2007 | 33,6            | 2        | 2007      | 20,7 |